# Йелси
Йѐлси (на италиански: Jelsi) е село и община в Централна Италия, провинция Кампобасо, регион Молизе. Разположено е на 580 m надморска височина. Населението на общината е 1801 души (към 2013 г.).